# Stankowo (województwo pomorskie)
Stankowo – osada leśna w Polsce położona w województwie pomorskim, w powiecie bytowskim, w gminie Kołczygłowy.